# Ziegelweiher (Egling)
Der Ziegelweiher ist ein künstlicher See beim Weiler Harmating der Gemeinde Egling im bayerischen Landkreis Bad Tölz-Wolfratshausen.

## Beschreibung
Der See liegt auf etwa 627 m ü. NHN westlich unterhalb des Weilers Harmating im FFH-Schutzgebiet Moore zwischen Dietramszell und Deining.